# Pablo Emiro Salas Anteliz
Pablo Emiro Salas Anteliz (Valledupar, 9 de junho de 1957) é um arcebispo católico colombiano, cientista religioso, filósofo e teólogo. Ordenado sacerdote em 1984, em 2007 foi nomeado bispo de El Espinal e em 2014 tornou-se bispo de Armênia.
Em 14 de novembro de 2017, o Papa Francisco o nomeou Arcebispo Metropolitano de Barranquilla em sucessão a Jairo Jaramillo Monsalve, que apresentou sua renúncia por motivo de idade.

## Primeiros anos e treinamento
Ele nasceu em 9 de junho de 1957 em Valledupar, departamento de Cesar. Seus pais são Melquíades e Edilia. Estudou o ensino fundamental na Concentração Escolar Santo Domingo e, posteriormente, o ensino médio no Colégio Nacional Loperena, instituições de ensino localizadas em sua cidade natal.
Em seguida, ingressou no Seminário Maior Arquidiocesano de Bucaramanga, onde completou um ciclo de Filosofia e outro de Teologia. Terminados estes ciclos, em 2 de dezembro de 1984, foi ordenado sacerdote pelo então Bispo de Valledupar Monsenhor José Agustín Valbuena Jáuregui.
Mais tarde, ele quis continuar seus estudos superiores. Em 1989 formou-se em Filosofia e Estudos Religiosos na Universidade de Santo Tomás de Colômbia em Bogotá, depois mudou-se para Roma onde se formou em 1995 em Teologia Dogmática na Pontifícia Universidade Gregoriana e em 1996 se formou em Teologia Espiritual no Pontifício Colégio Teológico Teresianum.

## Ministério sacerdotal
De 1984 a 2007, Salas Anteliz ocupou vários cargos pastorais em sua diocese natal: pároco da igreja de San Francisco de Asís de la Paz e capelão da Escuela Normal Superior María Inmaculada do município de Manaure (1984-1990); Delegado Episcopal da Pastoral Vocacional (1984-2003); pároco da paróquia La Imaculada Concepción em duas ocasiões (1991-1993; 2004-2007); Chanceler e Reitor da Catedral Diocesana de Nossa Senhora do Rosário (1996-2003); professor de Teologia Dogmática no Seminário João Paulo II (1996-2007); e Vigário da Pastoral (2005-2007).

## Carreira episcopal
Em 24 de outubro de 2007, ele ascendeu ao episcopado quando o Papa Bento XVI o nomeou bispo da diocese de El Espinal. Recebeu a consagração episcopal em 2 de dezembro do mesmo ano, pelas mãos do bispo de Valledupar, Oscar José Vélez Isaza CMF, no Coliseu Coberto "Juan Monsalva Castilla" em Valledupar. Como co-consagradores teve o Emérito de Valledupar, José Agustín Valbuena Jáuregui, e o então Bispo de Palmira, Abraham Escudero Montoya. Ele tomou posse oficial desta sé no dia 15 de dezembro, durante uma Eucaristia especial que aconteceu na Catedral de Nossa Senhora do Rosário.
Posteriormente, em 18 de agosto de 2014, o Papa Francisco o nomeou bispo da diocese de Armênia. Foi instalado em 11 de outubro do mesmo ano.
Após a renúncia por motivos de idade de Jairo Jaramillo Monsalve, aos 14 de novembro de 2017, em sua sucessão, o Papa Francisco o nomeou Arcebispo Metropolitano de Barranquilla. Em 9 de dezembro do mesmo ano tomou posse da sé.